# Lucija Polavder
Lucija Polavder (Celje, 15 de diciembre de 1984) es una deportista eslovena que compitió en judo.
Participó en tres Juegos Olímpicos, entre los años 2004 y 2012, obteniendo una medalla de bronce en Pekín 2008, en la categoría de +78 kg. Ganó una medalla de plata en el Campeonato Mundial de Judo de 2007 y ocho medallas en el Campeonato Europeo de Judo entre los años 2003 y 2013.

## Palmarés internacional
| Juegos Olímpicos   | Juegos Olímpicos        | Juegos Olímpicos  | Juegos Olímpicos |
| Año                | Lugar                   | Medalla           | Categoría        |
| ------------------ | ----------------------- | ----------------- | ---------------- |
| 2008               | Pekín (China)           | Medalla de bronce | +78 kg           |
| Campeonato Mundial |                         |                   |                  |
| Año                | Lugar                   | Medalla           | Categoría        |
| 2007               | Río de Janeiro (Brasil) | Medalla de plata  | Abierta          |
| Campeonato Europeo |                         |                   |                  |
| Año                | Lugar                   | Medalla           | Categoría        |
| 2003               | Düsseldorf (Alemania)   | Medalla de bronce | Abierta          |
| 2006               | Tampere (Finlandia)     | Medalla de bronce | +78 kg           |
| 2007               | Belgrado (Serbia)       | Medalla de bronce | +78 kg           |
| 2008               | Lisboa (Portugal)       | Medalla de bronce | +78 kg           |
| 2010               | Viena (Austria)         | Medalla de oro    | +78 kg           |
| 2011               | Estambul (Turquía)      | Medalla de bronce | +78 kg           |
| 2012               | Cheliábinsk (Rusia)     | Medalla de plata  | +78 kg           |
| 2013               | Budapest (Hungría)      | Medalla de oro    | +78 kg           |